# Martin Rütter

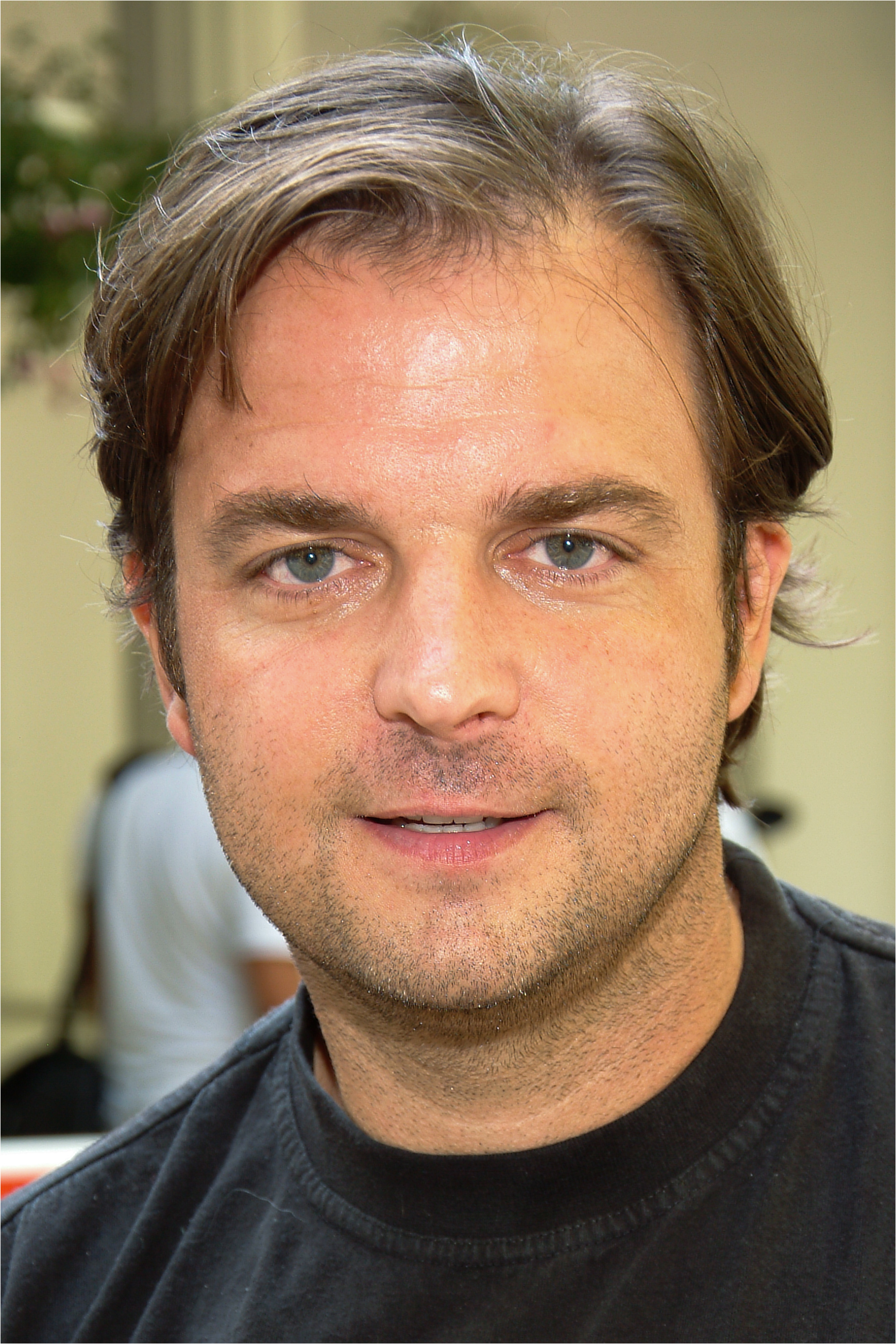
Martin Rütter (2009)

Martin Rütter (* 22. Juni 1970 in Duisburg) ist ein deutscher Hundetrainer, Moderator und Buchautor. Wachsende Bekanntheit erlangte Rütter seit Mitte der 1990er Jahre durch eine Reihe von Fernseh- und Bühnenproduktionen über den Umgang mit Hunden.

## Leben und Wirken

### Ausbildung
Rütter wuchs in Duisburg auf. Sein Vater war Klempner, seine Mutter Erzieherin. Er und seine sechs Jahre ältere Schwester wurden nach seinen Angaben von den Eltern vernachlässigt. Mit 17 Jahren zog er von zu Hause aus. Er legte das Abitur auf dem zweiten Bildungsweg ab, nachdem er wiederholt verhaltens- und leistungsbedingt von Schulen verwiesen worden war. Rütter studierte Sportwissenschaft an der Deutschen Sporthochschule Köln. Das Studium brach er ab und absolvierte einen Fernlehrgang zum Tierpsychologen an der Akademie für Tiernaturheilkunde ATN AG in der Schweiz. Er durchlief Praktika in Wolfsaufzuchtstationen und beobachtete Dingos in Australien. Seine Berufstätigkeit schloss danach auch die Ausbildung von Blindenführ- und Rollstuhlbegleithunden mit ein.

### Tätigkeitsschwerpunkte
1995 gründete Rütter das Zentrum für Menschen mit Hund bei Erftstadt zur Ausbildung von Hunden und ihren Haltern nach der von ihm entwickelten Methode D.O.G.S. (Dog Oriented Guiding System = am Hund orientiertes Führungssystem). Gleichzeitig begann er als Berater bei Fernsehsendern zu arbeiten. Rütter stand im Mittelpunkt der Dokumentationsreihe Eine Couch für alle Felle, die von Bettina Böttinger für den WDR produziert wurde. In den zwei Staffeln widmete sich die Dokumentation seiner Arbeit als Hundetrainer und begleitete ihn beim Umgang mit Tier und Mensch. Zudem fungierte Rütter ab 2004 als Protagonist im wöchentlichen ZDF-Ratgeber Unterwegs mit dem Hundeversteher/Volle Kanne.
Rütter ist seit 2005 Berater der Produktion Ein Team für alle Felle, in der Probleme mit Haustieren vorgestellt und Lösungsmöglichkeiten dargestellt werden. Seit 2008 ist er in der VOX-Doku-Reihe Der Hundeprofi zu sehen, bei der er Familien und Privatpersonen bei der Hundeerziehung unterstützt. Am 6. März 2010 startete auf VOX die Serie Der V.I.P. Hundeprofi, in der er bekannten Persönlichkeiten, unter anderen Moderatorin Nina Ruge, Schauspieler Martin Semmelrogge oder Rapper Eko Fresh, bei Problemen in der Hundeerziehung hilft.
Daneben trat Rütter mit mehreren Bühnenprogrammen auf. Sie hießen Hund-Deutsch/Deutsch-Hund (2010), Der tut nix! (2012), nachSITZen (2014), Freispruch! (2017) und Der will nur spielen! (2021).
2019 moderierte er zweimal die RTL-Show Rütter reicht’s!. Seit 2021 moderiert er gemeinsam mit der Wissenschaftsreporterin Katharina Adick den Podcast Tierisch menschlich. RTL kündigte im Februar 2022 an, dass Rütter in Staffel 2 von Der König der Kindsköpfe zu sehen sein wird.
Zur Bundestagswahl 2021 führte Rütter mit der damaligen Spitzenkandidatin Annalena Baerbock (Bündnis 90/Die Grünen) in ihrem Partei-Tourbus ein halbstündiges Interview über Tiere und nachhaltige Landwirtschaft.
Rütter betreibt ein Netzwerk aus Unternehmen, darunter die Mina Training GmbH, welche Franchise-Geber für Hundeschulen ist, die Mina Merchandising GmbH, die Rütters Merchandise vermarktet sowie weitere Unternehmen.
2009 wurde die Dox Network GmbH, eine Kooperation mit Fressnapf, eingestellt. Den damals 23 Mitarbeitern wurde gekündigt.

### Kontroverses
Rütters Methoden stehen zum Teil in der Kritik, auf schnelle Erfolge sowie einen dramaturgischen Effekt zu setzen.
Zum Jahresende 2022 sorgte eine Folge seines Podcasts Tierisch menschlich mit Katharina Adick für Aufsehen. Im Interview mit einer Hundesportlerin unterstellte er den Sportlern in den Bereichen IGP und Mondioring generell schwere Tiermisshandlungen. Im Podcast sprach er sich gegen private Haltung von Gebrauchshunden und die Ausübung von Schutzhundesport aus. Zu einer sachlichen Auseinandersetzung sei es dabei jedoch nicht gekommen.
2023 geriet Rütter mit seiner Sendung Die Pferdeprofis in die Kritik. In der Sendung wurde durch den Trainer Uwe Weinzierl ein Pferd mit Strom sowie durch Ziehen mittels eines Traktors korrigiert. In einer Diskussionsveranstaltung über die umstrittene Folge, zu der er eingeladen hatte, relativierte Rütter das tierschutzwidrige Verhalten seines „Pferdeprofis“, behauptete, in 150 besuchten Ställen überall schlechten Umgang mit Pferden beobachtet zu haben, und sprach sich nach Ende der Gesprächsaufzeichnung generell gegen das Reiten aus. Die Sendung wurde daraufhin eingestellt, weder Rütter noch RTL äußerten sich zu den Gründen.
Im März 2025 reagierte er positiv auf die Einschränkungen des Schutzhundesportes in Österreich und wiederholte seine Forderungen aus dem Podcast auf seinen Social-Media-Kanälen.

## Privates
Rütter war bis zur Scheidung im Jahr 2013 mit Bianca Rütter verheiratet, aus der Beziehung stammen vier Kinder. Außerdem hat Rütter noch ein nicht-eheliches Kind.

## Fernsehmoderationen
- seit 2008: Der Hundeprofi, VOX
- seit 2010: Der V.I.P. Hundeprofi, VOX
- 2012: Martin Rütter – Die große Hundeshow, RTL
- 2013: Martin Rütter – Die große Tiershow, RTL
- seit 2014: Der Hundeprofi unterwegs, VOX
- 2015–2016: Die tierischen 10, VOX
- 2018: Big Blöff, Sat.1
- 2018–2019: Hund vs. Katze – Rütter gegen Boes, RTL
- 2018–2020: Genial daneben – Das Quiz, Sat.1
- seit 2019: Die Welpen kommen – mit Martin Rütter, RTL
- 2019: Rütter reicht’s!, RTL
- 2020: Martin Rütters Helden auf vier Pfoten, VOX
- seit 2020: Der Hundeprofi – Rütters Team, VOX
- 2021: Die Rote Kugel, VOX
- seit 2022: Der König der Kindsköpfe, RTL
- seit 2022: Die Unvermittelbaren – mit Martin Rütter, RTL

## Veröffentlichungen
- mit Bettina Böttinger: Eine Couch für alle Felle. Probleme im Hundealltag? Egmont vgs, Köln 2004, ISBN 978-3-8025-1606-1.
- mit Bettina Böttinger: Eine Couch für alle Felle 2. Tierische Probleme leicht gelöst. Egmont vgs, Köln 2004, ISBN 978-3-8025-1639-9.
- mit Jeanette Przygoda: Angst bei Hunden: Unsicherheiten erkennen und verstehen, Vertrauen aufbauen. Franckh-Kosmos-Verlag, Stuttgart 2008, ISBN 978-3-440-10828-4.
- mit Andrea Buisman: Der Hundeprofi. Spannende Fälle aus dem Hundealltag. Franckh-Kosmos-Verlag, Stuttgart 2009, ISBN 978-3-440-11976-1.
- Hund-Deutsch/Deutsch-Hund: Vom Hundeliebhaber zum Hundeversteher. Langenscheidt, München 2009, ISBN 978-3-468-73232-4.
- Sprachkurs Hund mit Martin Rütter. Körpersprache verstehen, richtig kommunizieren. Franckh-Kosmos-Verlag, Stuttgart 2009, ISBN 978-3-440-11225-0.
- Aggression beim Hund: Ursachen erkennen, Verhalten verstehen und richtig reagieren. Franckh-Kosmos-Verlag, Stuttgart 2011, ISBN 978-3-440-12421-5.
- Der Hundeprofi. Doppelband. Franckh-Kosmos-Verlag, Stuttgart 2011, ISBN 978-3-440-13052-0.
- Wie immer Chefsache. Goldmann, München 2012, ISBN 978-3-442-47791-3.
- mit Andrea Buisman: Haltung mehrerer Hunde. Franckh-Kosmos-Verlag, Stuttgart 2014, ISBN 978-3-440-12758-2.
- Hundetraining mit Martin Rütter. 2. Auflage Franckh-Kosmos-Verlag, Stuttgart 2014, ISBN 978-3-440-13983-7.
- Jagdverhalten bei Hunden. Franckh-Kosmos-Verlag, Stuttgart 2015, ISBN 978-3-440-14389-6.
- Welpentraining mit Martin Rütter. Franckh-Kosmos-Verlag, Stuttgart 2015, ISBN 978-3-440-12273-0.
- Probleme gelöst! mit Martin Rütter. Unerwünschtes Verhalten beim Hund. Franckh-Kosmos-Verlag, Stuttgart 2017, ISBN 978-3-440-14597-5.

### Auszeichnungen
- 2013: Videoalbum: Hund-Deutsch, Deutsch-Hund (DE: ×3Dreifachplatin (Comedy-Award) )[26]
- 2017: Videoalbum: Der tut nix! (DE: Platin (Comedy-Award))
- 2018: Videoalbum: nachSITZen (DE: Gold (Comedy-Award))
- 2023: Livealbum: Live: Hund-Deutsch / Deutsch-Hund (DE: Gold)